# Opificio delle Pietre Dure
Das Opificio delle Pietre Dure (OPF, deutsch: Hartgesteinswerkstatt) befindet sich in Florenz in der Via degli Alfani 78 und ist ein zentrales Institut unter der Schirmherrschaft des italienischen Kulturministeriums. Die Betriebs- und Forschungstätigkeiten des Opificio werden in der Restaurierung, der Erhaltung von Kunstwerken und Lehrrestaurierung durchgeführt. Das Diplom, das das Opificio ausstellt, entspricht dem Diplom eines Masterstudiums.
Das Opificio ist zusammen mit dem Istituto superiore per la conservazione ed il restauro (Höheres Institut für Konservierung und Restaurierung) eines der wichtigsten und renommiertesten Institute auf dem Gebiet der Restaurierung, nicht nur auf nationaler, sondern auch auf internationaler Ebene.

## Geschichte

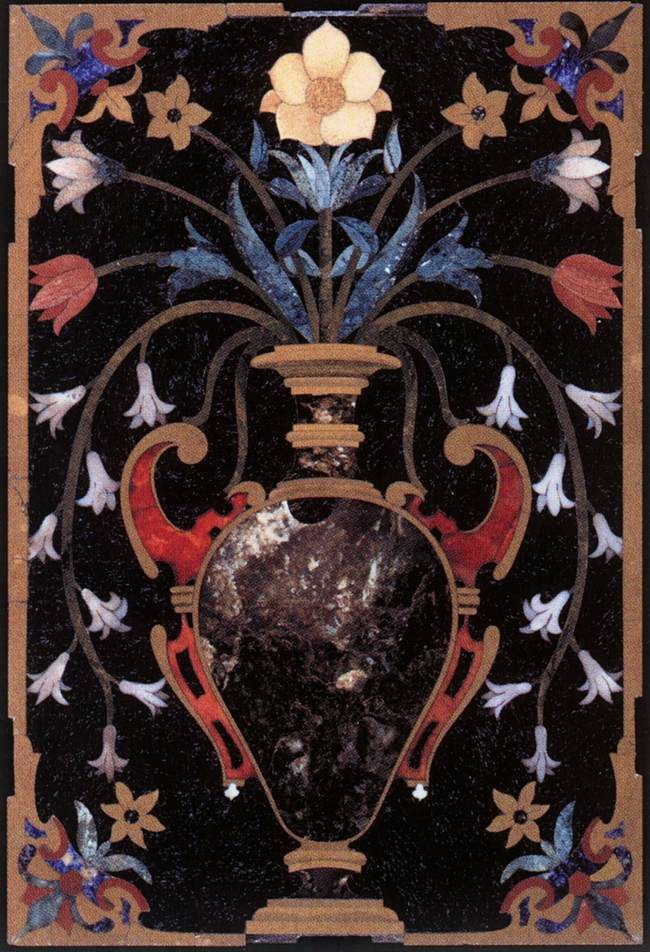
Mosaik aus Halbedelstein aus den Sammlungen des Museums

### Die beiden Sektoren des Instituts
Das Institut ist aus der Verschmelzung zweier unterschiedlicher Komponenten entstanden, die sich im Laufe der Geschichte immer ähnlicher wurden: 1975 wurden mit dem Gesetz zur Gründung des Ministeriums für Kulturgüter alle florentinischen Restaurierungswerkstätten (das alte Opificio delle pietre dure und die florentinischen Restaurierungswerkstätten), dank des Autonomiestatus den die alte Institution bereits genoss, unter dem Namen und der Schirmherrschaft des Opificio delle pietre dure vereint.

### Historisches Opificio delle pietre dure
Das erste Opificio delle pietre dure geht direkt auf den alten Handwerks- und Kunstbetriebe des Großherzogtums Florenz zurück, das 1588 im ehemaligen Kloster San Niccolò von Großherzog Ferdinando I. de’ Medici als Werkstatt zur Herstellung von Arbeiten in Halbedelstein gegründet wurde, die sogenannte Kunst des commesso fiorentino aus Halbedelstein (Pietra dura), aus denen noch heute prächtige Intarsien aus Schmucksteinen hergestellt werden. Insbesondere musste der Großherzog die notwendigen Arbeiter ausbilden um die große, mit eingelegtem Marmor verzierte Medici-Kapelle, in San Lorenzo zu bauen. Es gab jedoch bereits Arbeiter, die sich dieser Tätigkeit widmeten, zumindest in den von Francesco I. de’ Medici im Casino di San Marco eingerichteten Werkstätten, aus dem das Opificio hervorgegangen ist.
Das Commesso verwendet im Gegensatz zum Mosaik keine geometrischen Kacheln, sondern schnitzt größere Stücke, die nach Farbe, Deckkraft, Brillanz und Nuancen der Adern ausgewählt werden, wodurch ein figuratives Design entsteht. Auf diese Weise entstanden Kunstwerke von außergewöhnlichem Wert, von Möbeln über verschiedene Objekte bis hin zu perfekten Kopien von Gemälden, die heute Museen auf der ganzen Welt bereichern und von der Genialität und Technik florentinischer Handwerker zeugen.
Ende des 19. Jahrhunderts, mit dem Niedergang der Dynastien der Medici und Lothringen, endete die Nachfrage nach der Herstellung von Möbeln mit Steinintarsien, und die Erzeugung wurde durch die Restaurierung der früheren Produktion ersetzt. Dieser Restauration wurden andere ähnlichen Werkstätten für die verwendeten Materialien, wie Mosaike und Steinkunstwerke, angegliedert.

### Florentiner Restaurierungswerkstätten

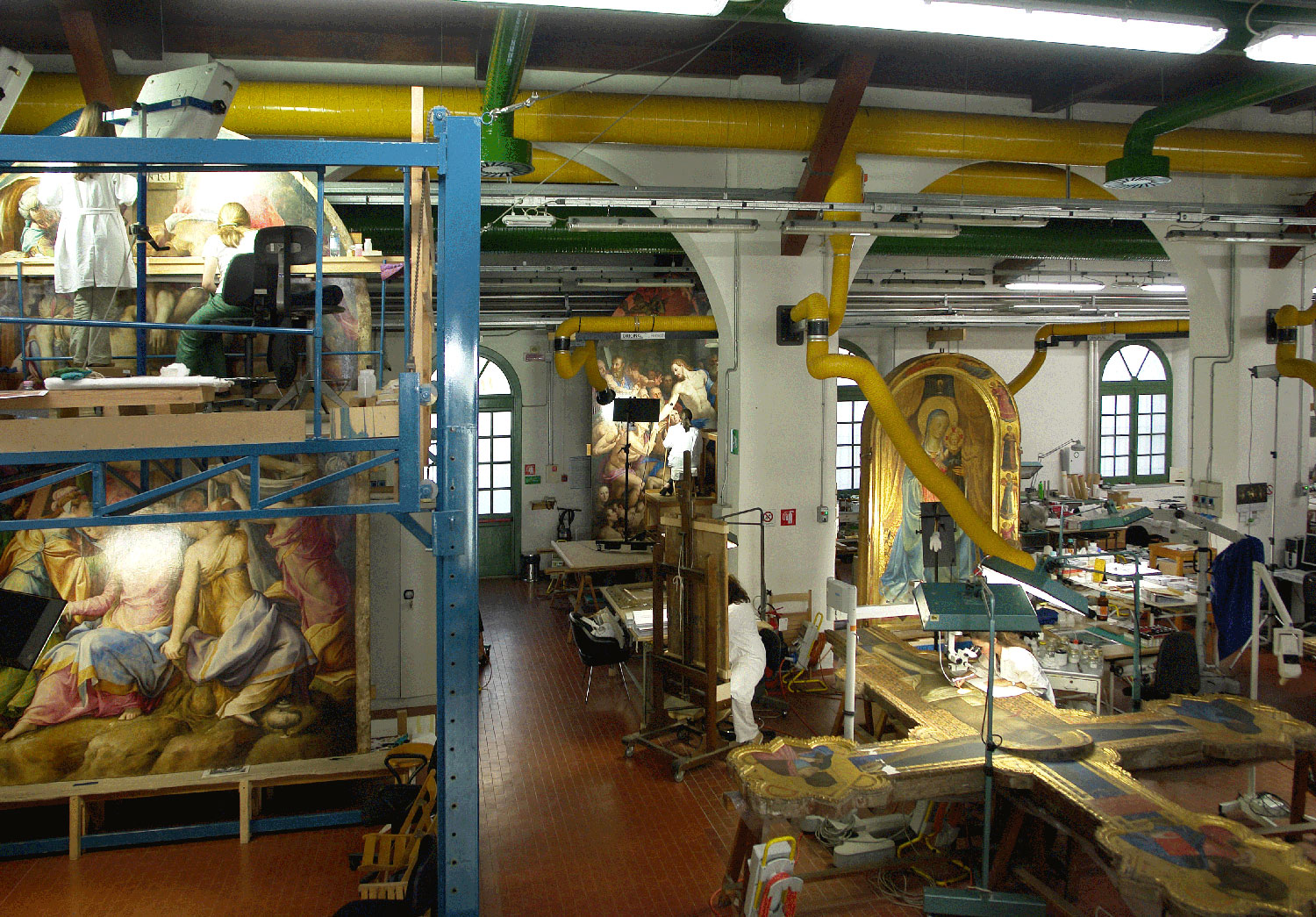
Die Werkstätte in der Fortezza da Basso

Die zweite Komponente, die zur Fusion mit dem modernen Institut kam, ist neueren Ursprungs: sie stammt aus dem Jahr 1932, als Ugo Procacci, damals noch ein sehr junger Kunsthistoriker, mit der Soprintendenza delle Belle Arti in Florenz die erste moderne Restaurierungswerkstatt in Italiens gründete.
In dieser Zeit wurden fast überall auf der Welt wissenschaftliche Restaurationswerkstätten gegründet, die einer neuen historischen und positiven Herangehensweise an das Kunstwerk arbeiteten (bis dahin war die Restaurierung hauptsächlich eine Disziplin, der sogenannten „Galerienmaler“). Die Werkstätten des Fogg Art Museum in Boston, der National Gallery in London und des Doerner-Instituts in München sind zwischen Ende der 1920er und Anfang der 1930er Jahre entstanden. Die Werkstätte der Soprintendenza delle Belle Arti in Florenz (das „Restaurationskabinett“, wie es von Ugo Procacci genannt wurde) war das erste in Italien und eines der ersten weltweit. Zu seinen Verdiensten gehörte die Anwendung wissenschaftlicher Untersuchungen als Vorarbeit für die Restaurierung, beginnend mit Röntgenaufnahmen, die die unter der Neulackierung vieler Gemälde verborgenen Schichten aufdeckte. Sie erlaubte eine Rekonstruktion, die in vielen Werkstätten bis in die fünfziger Jahre durchgeführt wurden.
Nach dem tragischen Ereignis der Flut von Florenz im Jahr 1966, als viele Kunstwerke einer umfassenden Restaurierung bedurften, wurde der Forschung und Wiederinstandsetzung ein großer Impuls verliehen. Das „Restaurierungskabinett“ der Superintendentur wurde dann in ein Gebäude innerhalb der Fortezza da Basso (heute noch immer der größte Sitz der Werkstätten des Opificio) verlegt, um eine große Anzahl von zu restaurierenden Werken, teilweise von sehr großem Format (wie das bemalte Kreuz von Cimabue aus dem Museo dell’Opera di Santa Croce) unterzubringen. Dank der Hilfe von Restauratoren aus der ganzen Welt wurde die florentinische Werkstätte zu einem der fortschrittlichsten Zentren in der Welt für die Restaurierung in Verbindung von Tradition und modernen Technologien.

### Die aktuelle Situation
Das Institut ist in Abteilungen unterteilt, die den verschiedenen Materialien entsprechen, aus denen die Kunstwerke bestehen. Es beherbergt auch eine Fachhochschule, ein Museum und eine Bibliothek, die auf den Bereich der Restaurierung spezialisiert sind.

## Struktur
Der Hauptsitz des Opificio delle Pietre Dure befindet sich in Florenz. Das Institut ist in drei verschiedene Standorte unterteilt:
- der historische Hauptsitz in der Via degli Alfani 78, der die Restaurierungswerkstätten der Commesso und Mosaike, der Steinmaterialien, der Bronzen, der Goldschmiedearbeiten und der Keramiken beherbergt, sowie die Schule, die Bibliothek und das Museum;
- der Hauptsitz in der Fortezza da Basso mit einer Werkstatt für die Restaurierung von Gemälden, Papier, Textilien und Holzskulpturen;
- der Flaggenraum im Palazzo Vecchio für die Wandteppiche.

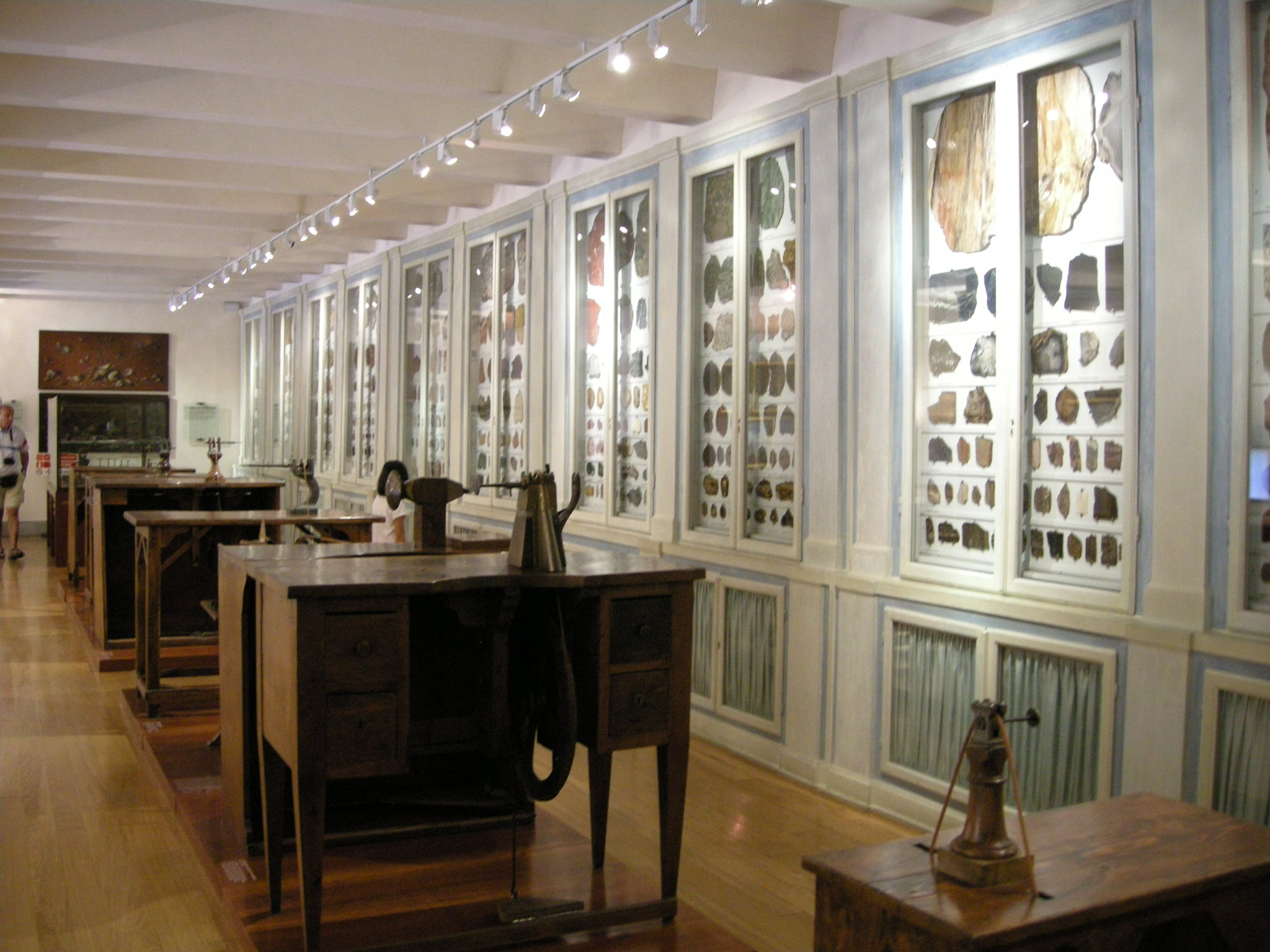
Das Innere des Museums

Der historische Sitz nimmt einen Teil des alten Monastero di San Niccolò di Cafaggio ein, das 1783 aufgehoben wurde. Der Großherzog selbst äußerte seine Bereitschaft, den Komplex neu zu gestalten und dann einer Akademie zuzuweisen, eine Entscheidung, die im Laufe der Zeit eine Neuordnung der Anlage notwendig machte – nach einem von Bernardo Fallani erarbeiteten und im historischen Archiv der Stadt Florenz ausführlich dokumentierten Projekt und anschließend von Gasparo Maria Paoletti und Giuseppe Del Rosso geleiteten Arbeiten – und zur Aufnahme von Instituten, die in jedem Fall auf dieses Anwendungsgebiet zurückzuführen sind: das Opificio delle Pietre Dure für diesen Teil und die Accademia di Belle Arti für die Gebäude an der Via Ricasoli in Richtung Via Cesare Battisti, die auch die bereits im Krankenhaus von San Matteo vorhandenen Räume einnimmt. Die Bearbeitung von Halbedelsteinen wurde einige Jahre später, 1798, in diese Räumlichkeiten verlegt, hatte aber eine viel ältere Geschichte.
Auf der Außenseite des Gebäudes befinden sich: ein Tabernakel, das derzeit einen Schleier der Veronica enthält und ursprünglich ein wunderbares Bild der Unbefleckten Empfängnis, das 1796 in die Kathedrale übersiedelt wurde, und eine Tafel zur Erinnerung an den Maler Pietro Benvenuti und den Kupferstecher Raffaello Morghen. Genauer gesagt, erinnert diese letzte Inschrift, die 1877 angebracht wurde, daran wie die beiden Künstler hier lebten und starben, der erste 1844, der zweite 1833. Federico Fantozzi dokumentiert auch solche Fälle und schreibt in seinem Band von 1843 folgende Notizen: „In dem Teil des Gebäudes, an der Via del Ciliegio und der Tür mit der Nr. 6084, starb dort am 8. April 1833 im Alter von 73 Jahren der berühmte Kupferstecher Raffaello Morghen und heute lebt dort der Professor Pietro Benvenuti Maler aus Arezzo.“

## Direktoren
Die Direktoren des Opificio delle pietre dure waren:
- Umberto Baldini (1970–1983)
- Margherita Lenzini Moriondo (1983–1984)
- Anna Forlani Tempesti (1984–1986)
- Antonio Paolucci (1986–1988)
- Giorgio Bonsanti (1988–2000)
- Cristina Acidini (2000–2008)
- Bruno Santi (2008–2009)
- Isabella Lapi (2009–2010)
- Cristina Acidini (2010–2012)
- Marco Ciatti (2012–2022)
- Emanuela Daffra, seit 2022

## Restaurierungsbereiche
- Bildwirkerei und Teppiche
- Archäologie
- Bronze und alte Waffen
- Gemälde
- Wandmalerei
- Materialien aus Papier und Pergament
- Materialien aus Stein
- Mosaik und Pietre dura
- Goldschmiedekunst
- Holzskulpturen
- Textilien
- Keramik

## Hochschule

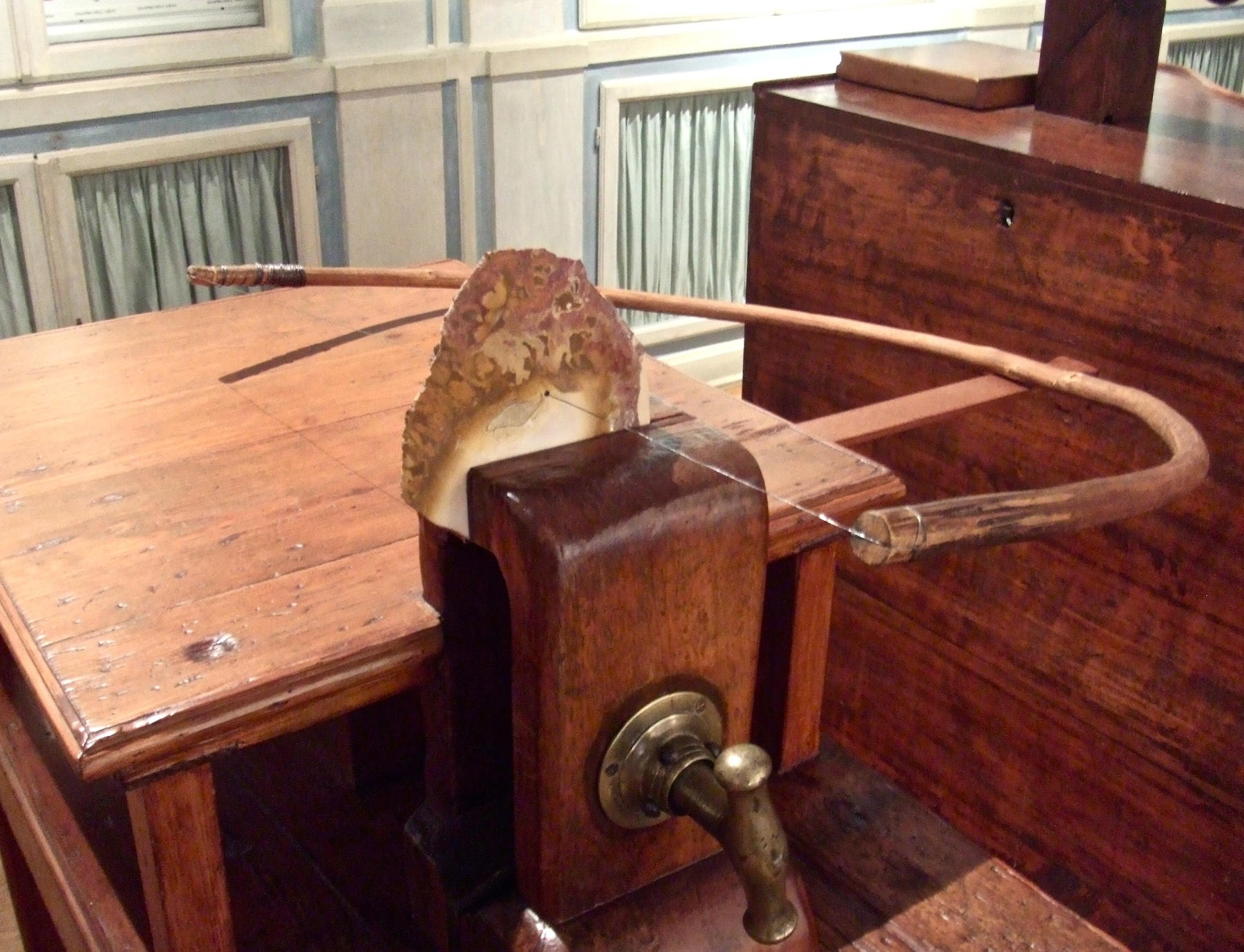
Eine alte Schneidebank für Steine

Die ersten Kurse in der Restaurierungsschule im Opificio delle pietre dure in Florenz begannen 1978. Sie wurde 1992 offiziell gegründet und 1998 in eine Hochschule umgewandelt. Im Jahr 2004 wurde die Scuola per il restauro del mosaico di Ravenna zu einem Zweig der SAF in der OPD, um einen der historischen Bereiche des Instituts zu integrieren.
Das Diplom der Schule des Opificio delle pietre dure wird dem Diplom des Masterstudiums gleichgesetzt.
Die Schulordnung wurde 2011 festgelegt.
Die Ausbildung dauert 5 Jahre und ist in 300 Schulungseinheiten unterteilt. Dazu gehören theoretische Lektionen und ein Praxis-Lehrbetrieb, der in den Werkstätten stattfindet. Eine obligatorische Anwesenheit ist verpflichtend.
Das Lehrpersonal besteht sowohl aus internem Personal als auch aus Experten von Institutionen und Instituten, die in den Bereichen Forschung sowie Natur- und Umweltschutz tätig sind.
Die Studienplätze werden jährlich, im Rahmen eines internationalen öffentlichen Wettbewerbs, der vom Kulturministerium durchgeführt wird, vergeben. Voraussetzung für die Zulassung zum Wettbewerb ist der Besitz eines fünfjährigen Abschlusses der Oberstufe oder vier Jahre plus ein zusätzliches Jahr. An dem Wettbewerb können EU-Bürger und Nicht-EU-Bürger teilnehmen.
Dies sind die gegenwärtig an der OPD aktiven Ausbildungslehrgänge (PFP):
- PFP 1 Steinmaterialien und Derivate. Verzierte Architekturoberflächen;
- PFP 2 Bemalte Holz- und Textilträger. Geschnitzte Holzarbeiten. Objekte aus Kunststoff, montiert und/oder lackiert;
- PFP 3 Textil- und Lederwaren;
- PFP 4 Objekte aus Keramik oder Glas. Materialien und Erzeugnisse aus Metall und Legierungen;
- PFP 5 Buch- und Archivmaterial. Objekte aus Papier. Fotografisches, kinematografisches und digitales Material.

## Museum
Das Museum ist in den Räumen links neben der Eingangshalle untergebracht, die bereits seit etwa 1862 als „Ausstellungsräumen“ der Öffentlichkeit zugänglich waren. Gesammelt werden Arbeiten mit Steinintarsien, darunter Schränke, Tischplatten und verschiedene Dekorplatten, die mit einem breiten Repertoire an Dekorationen versehen sind, meist mit Blumen, Früchten und Tieren, aber auch mit anderen Bildszenen, darunter ein Blick auf die Piazza della Signoria. Einige der bemerkenswertesten Werke sind der große barocke Kamin, der vollständig mit Malachit, in einem leuchtenden Grün, bedeckt ist, und Kopien von Gemälden aus Intarsien, deren Helligkeit und Schönheit manchmal größer ist als die nebenan ausgestellten Originale auf Leinwand.
Einige Räume sind bestimmten Steinen gewidmet, wie z. B. dem bei Florenz abgebauten Ruinenmarmor, dessen farbige Schichten, wenn sie richtig zerlegt werden, die Illusion einer gemalten Felslandschaft vermitteln.
Im ersten Stock befinden sich Einlegewerkzeuge und eine komplette Sammlung von Pietra Dura aus der  Medici-Zeit. Im letzten Raum werden Vasen und Möbel im Jugendstil des frühen 20. Jahrhunderts ausgestellt, darunter eine Tischplatte mit Harfe und Girlanden von Zocchi (1849) und eine mit Blumen und Vögeln von Niccolò Betti (1855).
Ende der 80er Jahre beschloss die Direktorin des Opificio-Museums, Anna Maria Giusti, eine grundlegende Renovierung der alten Ausstellungshalle für die Steinobjekte vorzunehmen – trotz der in den sechziger Jahren von den Architekten Lando Bartoli und Edward Maser vorgenommenen Umstrukturierung stammt der Grundriss aus dem 19. Jahrhundert – um es in ein modernes Museum zu verwandeln, das nach einem sowohl chronologischen als auch methodischen Kriterium geordnet ist.

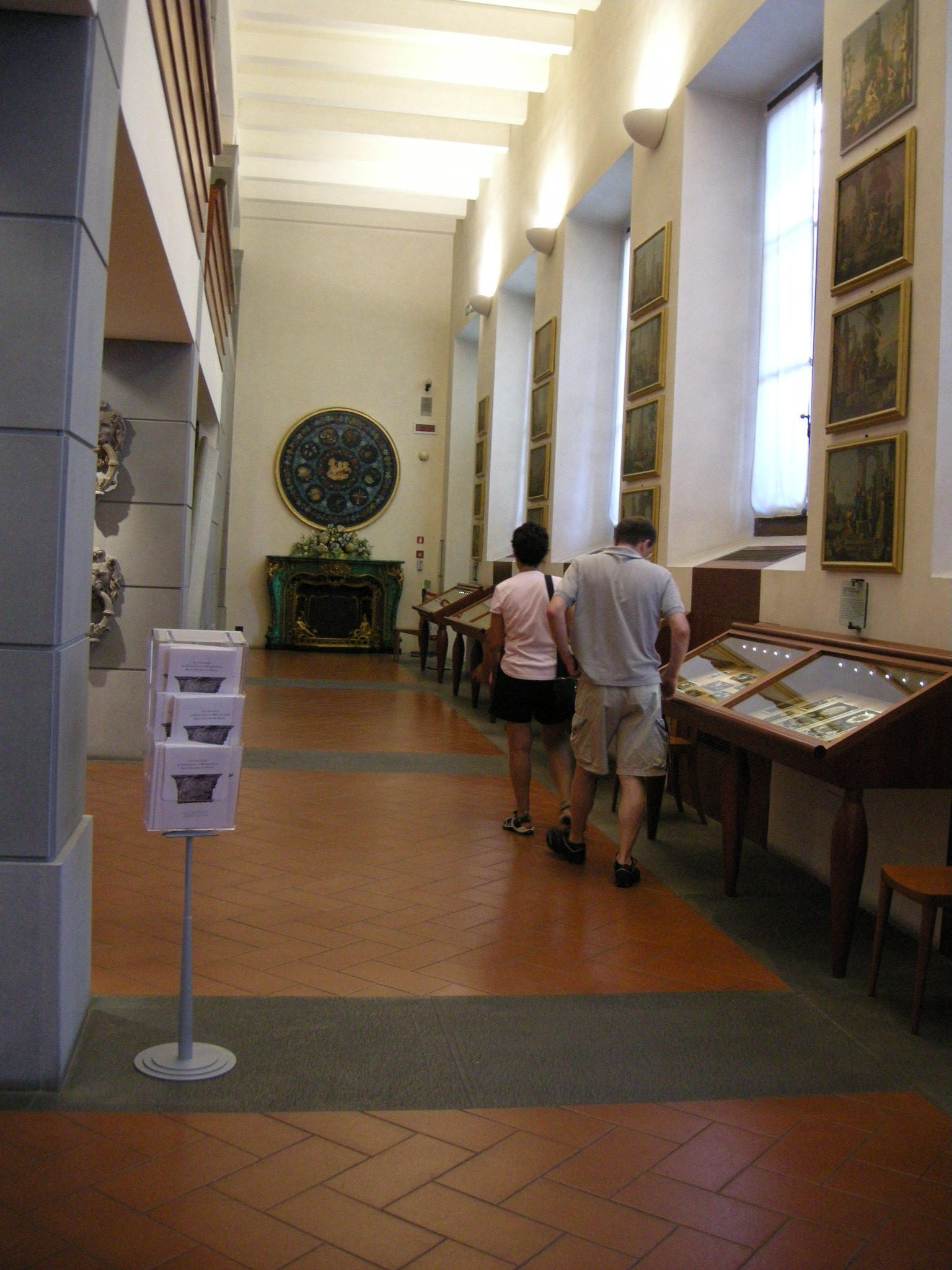
Raum im Erdgeschoss

Der neue Grundriss sah die Verlegung des gesamten Museums in das Erdgeschoss vor, um die Räume im Hauptgeschoss für Büros zu verwenden. Adolfo Natalini, der das Teatro della Compagnia entworfen hatte, wurde im April 1989 beauftragt und 1991 konnte mit den Arbeiten begonnen werden. Im Sommer 1995 wurden sie abgeschlossen und das Museum wurde am 1. Juli desselben Jahres offiziell eröffnet.
Einige kritische Anmerkungen zum Projekt; Vittorio Savi (1996) unterstreicht den familiären Charakter des Gebäudes, das wie ein Haus aussieht, in dem eine Wand entfernt wurde um den Innenraum zu zeigen, und in dem die „Räume“ aus großen klassischen Holzfenstern bestehen.
Vom zentralen Portal aus grauem Sandstein gelangt man in den Vorraum, auf dessen Rückseite der Innenhof sichtbar ist und auch für die Ausstellung von Steinobjekten genützt wird: an den Seiten des Vorraums befinden sich die Pförtnerloge und die Treppe, die zu den oberen Stockwerken führt, und zum Hof hin die Kasse und der Eingang zum Museum.
Die Maßnahme umfasste die Neugestaltung und Erschließung des großen Saals, die Umgestaltung der angrenzenden Räume aus dem 19. Jahrhundert sowie die Einrichtung von Kassen und Toiletten im Erdgeschoss.
Die Halle hat einen rechteckigen Grundriss und erhielt eine verdoppelte Ausstellungsfläche, die durch das Einfügen von drei massiven Pfeilern (Beton und Sandstein) und einfügen einer Zwischendecke erreicht wurde, die vier Räume mit einem quadratischen Grundriss bilden: diese Nischen im Erdgeschoss bieten einen Blick auf den Flur mit Fenstern, während sie im Obergeschoss einem einzigen Raum weichen, der nur durch die Säulen unterbrochen ist. Die Vitrinen (aus Kirsch- und Birnbaumholz) befinden sich an den Wänden der vier Nischen (in denen die Stücke nach thematischem und chronologischem Konzept untergebracht sind) und an der unteren Fensterseite. Auf der Rückseite des Raums befindet sich die gerade Treppe, die zum Galerieboden führt, und zwar ausgerichtet an der äußeren Kante der drei Säulen: diese Seite hat einen schlanken Bogen, durch den man die Räume des 19. Jahrhunderts betritt, und ist durch die gleiche Steinabdeckung und Design der Säulen geprägt; die Stufen und die Brüstung (letzterer mit einem Design das an Buontalenti erinnert) sind ebenfalls aus Pietra Serena (Sandstein) gefertigt, während die Fassaden mit Platten aus Halbedelsteinen (rot, gelb und grün) verkleidet sind. Der Salon und die Nebenräume werden durch ein diffuses Licht beleuchtet, während alle Vitrinen im Inneren durch Glasfaser beleuchtet werden.

## Literatur

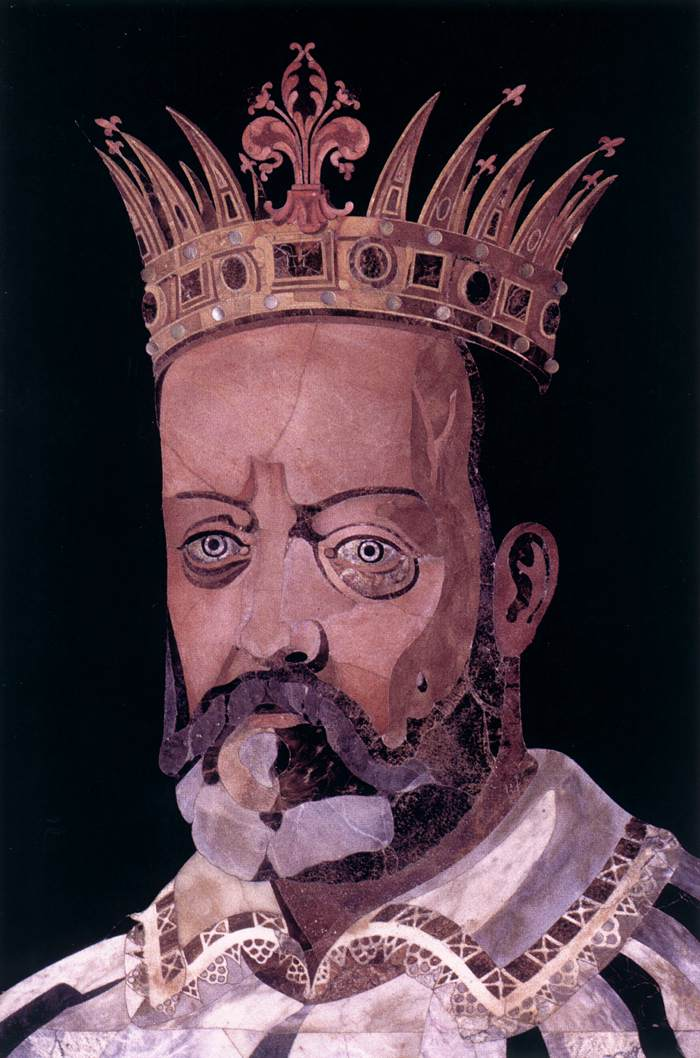
Porträt von Cosimo I. de’ Medici aus Halbedelsteinen, nach einem Entwurf von Francesco Ferrucci

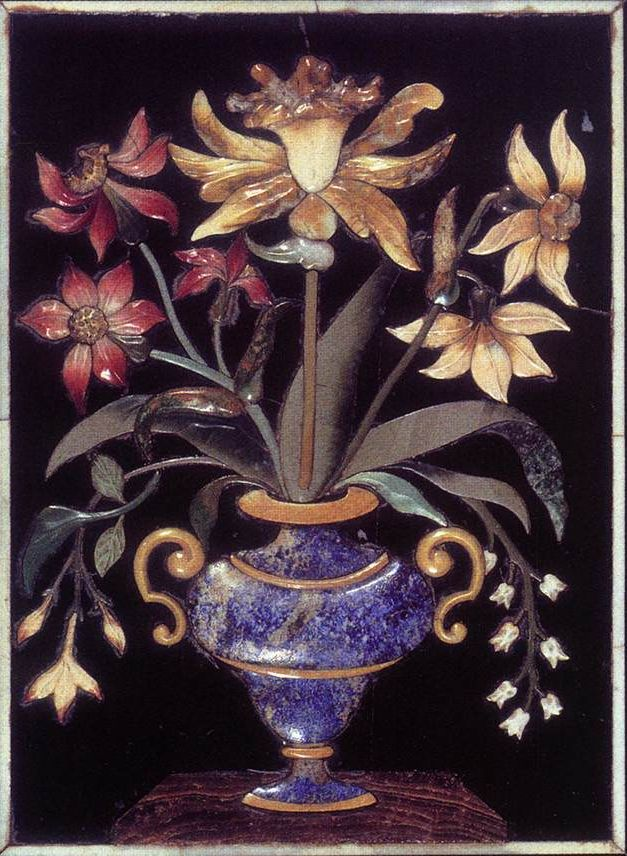
Mosaik mit Blumenvase